# Бруно Пейрон

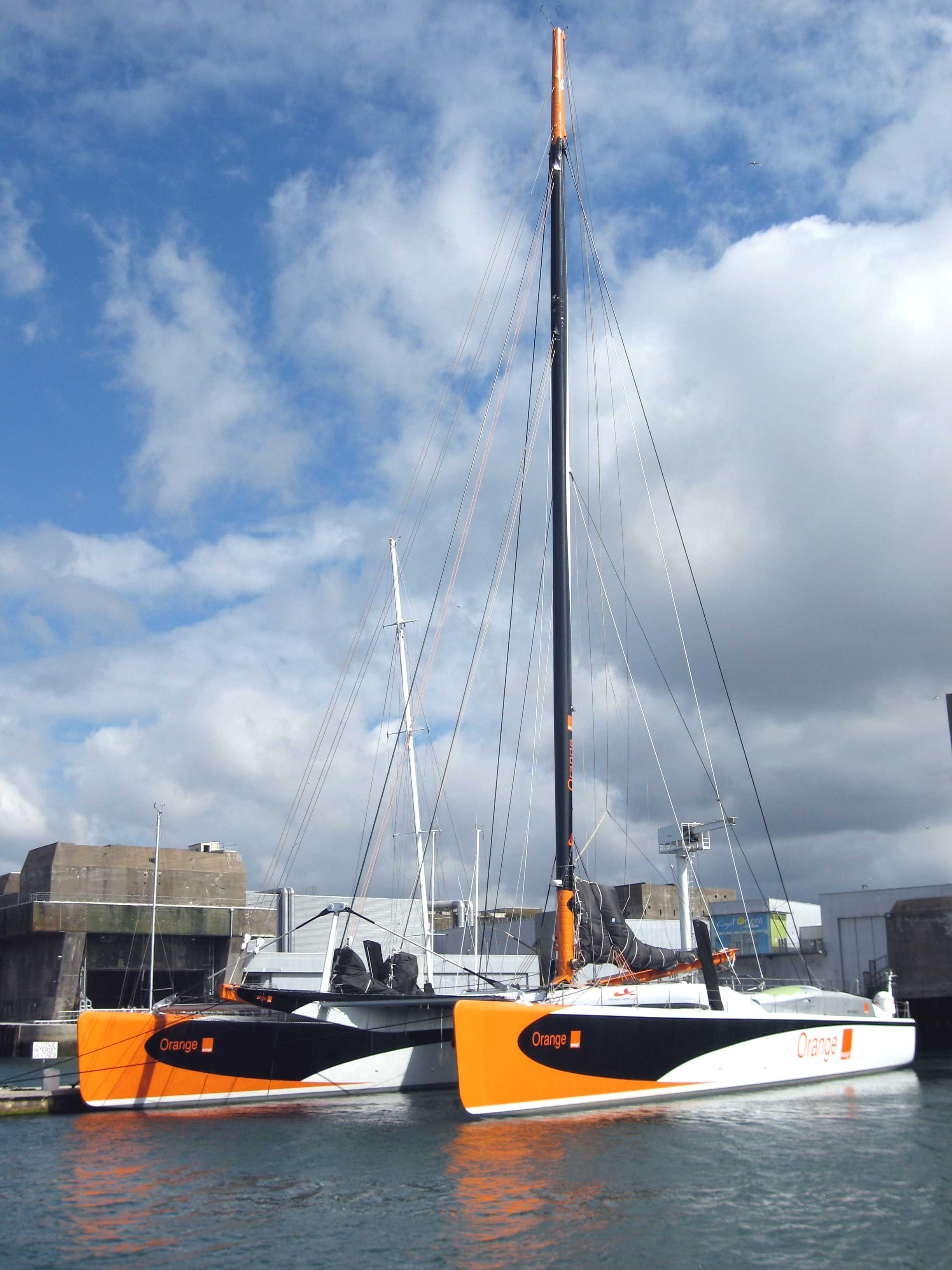
катамаран Orange-II

Бруно Пейрон (* 10 листопада 1955, Анже, Франція) — французький яхтсмен, перший володар призу Жюль Верн Трофі, який в 1994 році здійснив на вітрильній яхті плавання навколо світу за 79 днів 6 годин та 16 хвилин, тобто менше ніж за 80 днів. Один з організаторів навколосвітніх перегонів The Race.
В 2006 році на максі-катамарані Orange-II намагався побити рекорд перетинання Атлантики за маршрутом Нью-Йорк (США) — мис Лізард (Південна Англія). Рекорд, який належало побити, був встановлений катамараном Play Station під управлінням Стіва Фоссета в жовтні 2001 року і становив 4 дні 17 годин і 28 хвилин.